# Krasnyj Jar (rejon lubiński)
Krasnyj Jar (ros. Красный Яр) – osiedle typu miejskiego w Rosji, w obwodzie omskim, w rejonie lubińskim. W 2010 liczyło 5133 mieszkańców.